# Torms
Torms este o localitate în Spania în comunitatea Catalonia în provincia Lleida. În 2006 avea o populație de 194 locuitori.
1. ↑  Nomenclátor Geográfico de Municipios y Entidades de Población (20240402 edition)
2. ↑   http://www.elstorms.cat/ajuntament/ajuntament-organigrama.html# Lipsește sau este vid: |title= (ajutor)
3. ↑   https://www.naciodigital.cat/municipals2019/municipi/25224/torms Lipsește sau este vid: |title= (ajutor)
4. 1 2   http://www.idescat.cat/pub/?id=aec&n=925&t=2016 Lipsește sau este vid: |title= (ajutor)